# Astrangia solitaria
Astrangia solitaria is een rifkoralensoort uit de familie van de Rhizangiidae. De wetenschappelijke naam van de soort is voor het eerst geldig gepubliceerd in 1817 door Lesueur.